# Parti libérateur
Le Parti Libertador (Partido Libertador) (PL) est un parti politique historique du Brésil, qui exista durant deux periodes, de 1928 à 1937, puis entre 1945 et 1965.